# Potamonautes suprasulcatus
Potamonautes suprasulcatus là một loài động vật giáp xác thuộc họ Potamonautidae. Loài này có ở Burundi, Cộng hòa Dân chủ Congo, Tanzania, và Zambia. Môi trường sống tự nhiên của chúng là sông ngòi.